# Фогль, Эмерих
Эмерих (Имре) Фогль (нем. и рум. Emerich Vogl, венг. Vogl Imre; 12 августа 1905, Тимишоара — 29 октября 1971, Бухарест) — румынский футболист и футбольный тренер, участник чемпионатов мира 1930 и 1934 годов, главный тренер сборной Румынии.

## Карьера игрока

### Клубная
Фогль — воспитанник школы тимишоарского футбола, выступал в молодости за клуб «Кинезул», дебютировав в его составе в 17-летнем возрасте. До 1929 года проводил в его составе матчи, выиграв пять чемпионатов Румынии. Один год провёл временно в тимишоарском «Банатуле», после чего с Ладислау Раффинским перешёл в бухарестский «Ювентус», выиграв в первом сезоне в последний раз в своей карьере чемпионат Румынии. Завершил карьеру в 1940 году.

### В сборной
Эмерих сыграл за сборную Румынии 29 игр, забив единственный гол 25 мая 1930 в ворота Греции в Балканском кубке (победа 8:1). Дебютировал в августе 1924 года в поединке против Чехословакии, в своём третьем матче был назначен капитаном сборной.
В 1930 году Фогль был вызван в сборную Румынии для участия в чемпионате мира 1930 года, став её капитаном. Председатель компании «Астра Романа», где Эмерих работал вместе с Ладислау Раффинским, выступил против отправки Фогля в Уругвай и запретил обоим уходить с работы. Только вмешательство Октава Лукиде позволило обоим футболистам отправиться на чемпионат мира.
Фогль сыграл два матча на чемпионате мира 1930 против Перу и Уругвая. На чемпионате мира 1934 года он провёл последнюю игру за сборную против Чехословакии: эта игра стала единственной для румын на том чемпионате, и после проигрыша команда покинула турнир.

## Карьера тренера
После войны Эмерих руководил «Ювентусом» из Бухареста, а также шесть раз назначался главным тренером сборной Румынии. С 1963 по 1967 годы он был консультантом в бухарестском «Рапиде», а вскоре был назначен консультантом в сборную. Старания Фогля помогли ему вывести команду на чемпионат мира 1970 года впервые за 32 года.

## Достижения
- Чемпион Румынии: 1922/1923, 1923/1924, 1924/1925, 1925/1926, 1926/1927, 1929/1930